# 米勒氏菌属
米勒氏菌属為肠杆菌目摩根菌科的一属好氧或兼性厌氧发酵型革兰氏阴性杆菌。分离自人的粪便、水，可能与腹泻有关。此属的模式种为威斯康星米勒菌属(Moellerella wisconsensis)。
该属以Vagn Møller的名字命名，以表彰其对肠道细菌学的贡献，特别是Moeller培养基测定赖氨酸脱羧酶、鸟氨酸脱羧酶和精氨酸二水解酶，广泛用于肠杆菌科的鉴定。

## 下属物种
- 威斯康星米勒菌属 Moellerella wisconsensis Hickman-Brenner et al. 1984